# Ruta, Lovrenc na Pohorju
Ruta este o localitate din comuna Lovrenc na Pohorju, Slovenia, cu o populație de 111 locuitori.